# フェリーたかちほ (宮崎カーフェリー)
フェリーたかちほ（英：FERRY TAKACHIHO）は、宮崎カーフェリーが運航するフェリー。

## 概要
2017年の2代目宮崎カーフェリーの特別清算申請と合わせ地域経済活性化支援機構の支援や地元金融機関からの融資を受けての新造船計画が公表され、2019年12月に内海造船と発注契約を締結し、新造船の概要が発表された。建造に当たっては、宮崎県が40億円・宮崎市が5億円・県内主要金融機関4行が123.5億円を融資した。船名については、当初イメージ図では従来の「みやざきエキスプレス」と表記されていたが、その後2020年10月より「宮崎らしさを感じられる名称」のテーマで一般公募を行い、12月17日に船名を「フェリーたかちほ」に決定した。
みやざきエキスプレスの代船として内海造船因島工場で建造され、2021年10月20日に進水し支綱切断は東村アキコが担当した。2022年4月15日に神戸～宮崎航路に就航。
船名表記は「ともに成長できる未来ある若者にお願いしたい」との思いから宮崎県内の高校生から宮崎県立五ヶ瀬中等教育学校の男子生徒が「たかちほ」を揮毫した。ファンネルマークは宮崎カーフェリーの前身である日本カーフェリー時代の鳶をモチーフとした意匠を復刻させた形とし、合わせて日本神話「神武東征」に登場する霊鳥「金鵄」をイメージしたものとしている。
本船の就航に合わせ、就航日の4月15日を「宮崎カーフェリーの日」として日本記念日協会を通して記念日登録を行い、合わせて4と15で「良い航路」の語呂合わせを想起させる形とした。

## 設計
船型に球状船首および船尾双胴船型を採用し、推進性能と耐航性の向上を図っている。
航海中の横揺れを防ぐためのフィンスタビライザを備えているほか、バウスラスタを２基およびリアクション型バルブ付マリナーシリング舵を２台装備すると共に、5翼可変ピッチプロペラを備えることで、操船性を向上させている。
昇降設備としてエスカレータを装備し、高齢者･身障者のバリアフリー設備として車両甲板および旅客乗船口から客室エントランスに直接移動可能なエレベータを本船左舷側に装備している。
車両甲板を4層備え、豊富な車両積み付け台数を実現している。

## 船内
船内は宮崎の豊かな自然やトロピカルフルーツをイメージした暖かな色彩や、伝統芸能の神楽で使用される「彫り物（えりもの）」の切り絵をモチーフにしたデザインとした。2023年10月からは本船を含む就航船2隻で宮崎県内で春季キャンプを展開するオリックス・バファローズとのコラボレーション企画としてファーストフォース個室1室をバファローズ仕様としたコラボルームを展開している。
| クラス                 | 部屋数 | 眺望         | 定員           | 設備                                                                                                   |
| ---------------------- | ------ | ------------ | -------------- | --- |
| プレミアムツイン       | 6室    | 海側(窓あり) | 2-3名          | バス、トイレ、羽毛布団、冷蔵庫、液晶テレビ、ドライヤー、空間除菌消臭装置、電気ケトル、アメニティセット |
| プレミアムトリプル     | 6室    | 海側(窓あり) | 3名            | バス、トイレ、羽毛布団、冷蔵庫、液晶テレビ、ドライヤー、空間除菌消臭装置、電気ケトル、アメニティセット |
| プレミアムバリアフリー | 2室    | 海側(窓あり) | 2-3名          | バス、トイレ、羽毛布団、冷蔵庫、液晶テレビ、ドライヤー、空間除菌消臭装置、電気ケトル、アメニティセット |
| ファーストツイン       | 16室   | 海側(窓あり) | 2名            | トイレ、羽毛布団、液晶テレビ、ドライヤー、空間除菌消臭装置、電気ケトル、アメニティセット               |
| ファーストフォース     | 10室   | 海側(窓あり) | 4名            | トイレ、羽毛布団、液晶テレビ、ドライヤー、空間除菌消臭装置、電気ケトル、アメニティセット               |
| ファーストウィズペット | 2室    | 海側(窓あり) | 2名・4名       | トイレ、羽毛布団、液晶テレビ、ドライヤー、空間除菌消臭装置、電気ケトル、アメニティセット               |
| シングル               | 64室   | 内側(窓なし) | 1名            | 羽毛布団、液晶テレビ、空間除菌消臭装置                                                                 |
| ドミトリー             | 12室   | 内側(窓なし) | 20名×10 26名×2 | 羽毛布団                                                                                               |
| ツーリスト             | 1室    | 内側(窓なし) | 30名           | 羽毛布団                                                                                               |
| ドライバーシングル     | 110室  | 内側(窓なし) | 1名            | |

4階
- プレミアムツイン（2-3名×8室）
- ファースト客室
  - ツイン（2名×16室）
  - ウィズペット（2名または4名・2室）
- シングル（1名×64室）
- ドミトリー（6区画）
- 展望サロン
- シャワールーム
- 展望浴室
- 湯上がりホール
- ゲームコーナー
- パウダールーム
- キッズコーナー
- ベビールーム
- ペットルーム
- ドッグテラス

3階
- インフォメーション
- ショップ
- エントランス
- イベントステージ・イベントラウンジ
- 自販機コーナー
- 展望サロン
- ビューラウンジ
- プレミアム客室
  - トリプル（3名×8室）
  - バリアフリー（2-3名×2室）
- ファーストフォース（4名×10室）
- ドミトリー（6区画）
- ツーリスト（30名×1室）
- ドライバーシングル（1名×110室）
- ドライバー浴室
- レストラン
- ドライバーズレストラン
- ドライバーズ&ツーリストカフェ
- ドライバーズカフェ
- ダイニングルーム
- 救護室
- パウダールーム
- サーフボードロッカー
- サイクルロッカー